# Электромагнитная картина мира
Электромагнитная картина мира — философское мировоззрение, объясняющее все физические явления на основе законов электромагнетизма. Возникло на основе успехов работ по электромагнетизму Фарадея, Максвелла, Герца, построения электромагнитной теории света, синтеза электрических, магнитных и световых явлений. Включает гипотезу о электромагнитной массе электрона и о элементарных частицах, как сгустках электромагнитного поля. Было завершено созданием специальной теории относительности. Поддерживалось большинством физиков конца XIX и начала XX века.

## Основные идеи
- Материя существует как в дискретной (частицы), так и непрерывной (электромагнитное поле) формах. Главным элементом физической картины мира является электромагнитное поле.
- Движение в природе осуществляется как в форме механического перемещения частиц, так и в форме распространения электромагнитных волн.
- Взаимосвязь объектов в природе осуществляется как посредством тяготения, так и посредством электромагнитного взаимодействия. Электромагнитное взаимодействие передаётся со скоростью света (принцип близкодействия).
- Главную роль в явлениях природы играют законы электродинамики Максвелла.
- Представления классической механики о пространстве и времени сохраняются, но экспериментально обнаружено противоречие им — невозможность обнаружить движение относительно эфира.
- В физической теории используются как лапласовский детерминизм, так и статистический подход.